# Новопроложенная улица (Горелово)
Новопроложенная улица — улица в Красносельском районе Санкт-Петербурга на территории посёлка Горелово. Проходит от Красносельского шоссе до улицы Коммунаров. Протяжённость — 515 м.

## География
Улица проложена в направлении с запада на восток, пролегает перпендикулярно реке Дудергофке.

## Пересекает следующие улицы и проспекты

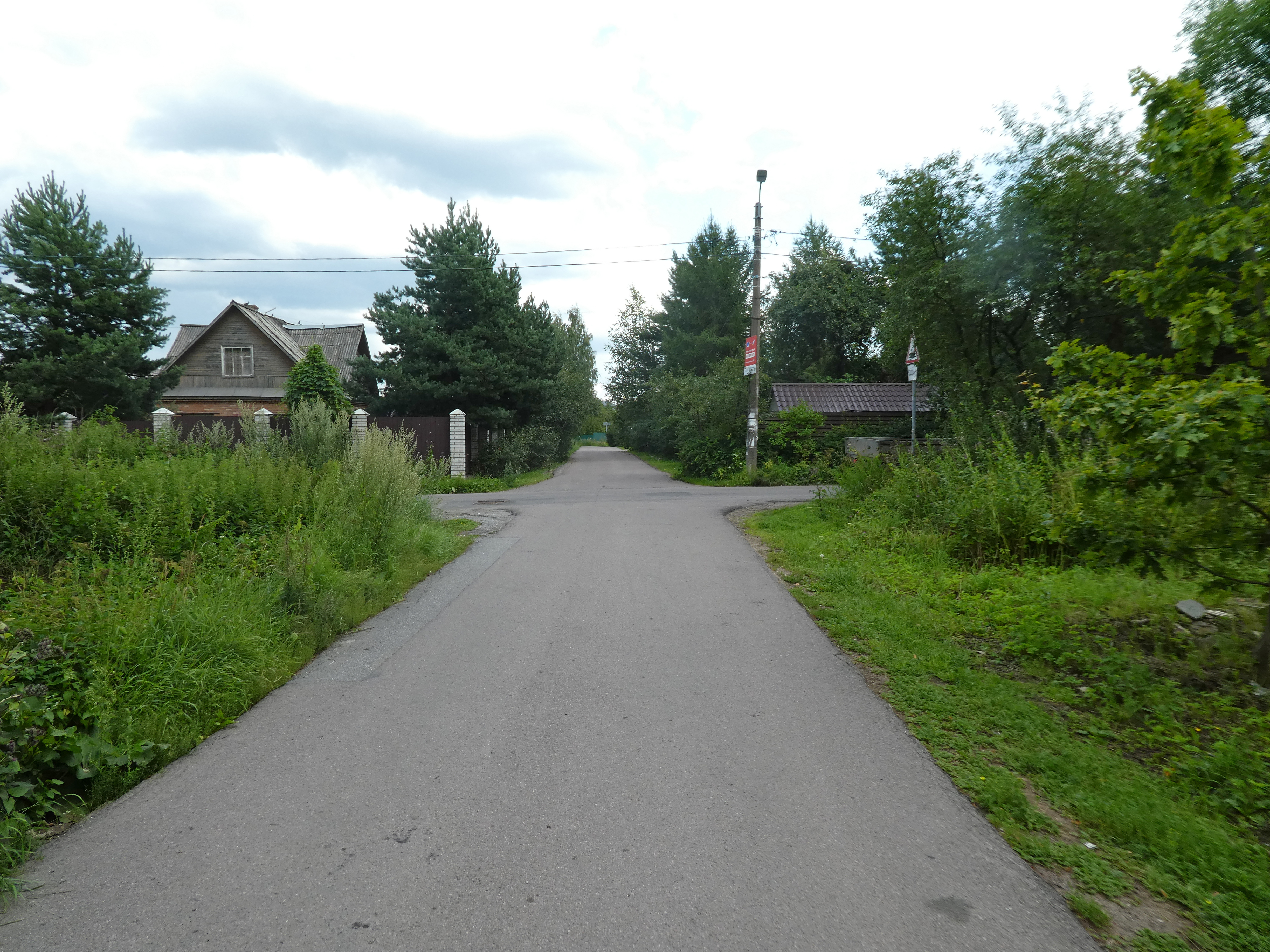
Вид от Красносельского шоссе

С запада на восток:
- Красносельское шоссе
- Советская улица
- Социалистическая улица
- Зелёная улица
- Школьная улица
- улица Мира
- улица Коммунаров

## Транспорт
- Ж/д платформа Горелово (610 м)
- Бесплатная развозка до гипермаркета «ОКей».

Остановка Полевая улица
- Социальные автобусы: № 20, 81, 145, 145Б, 145Э, 147, 165, 181, 245, 632, 639А
- Коммерческие автобусы: 105А, 631, 650В